# Signé Alouette
Signé Alouette est un feuilleton télévisé français pour la jeunesse réalisé par Jean Vernier sur un scénario d'Yves Jamiaque adapté du roman Signé : Alouette de Pierre Véry. Il a été diffusé sur la première chaîne de l'ORTF le samedi soir à 21h pendant huit semaines à partir du 15 avril 1967.
La série est composée de huit épisodes de 26 minutes chacun. Lors du générique, une chanson intitulée Chandernagor est chantée par la chorale des Petits Chanteurs d'Estaimpuis.

## Synopsis
Trois jeunes copains d'école : Noël de Saint-Aigle, Dominique Dulac et Ali Baba, décident d'enquêter sur un mystérieux personnage qui s'avère être un gangster déguisé en aveugle. Pour communiquer de façon confidentielle, ils adoptent un code : « Signé Alouette ».

## Distribution
- Philippe Normand : Noël de Saint-Aigle
- Henri Lambert : Toni / l'homme aveugle
- Bertrand Tribout : Dominique Dulac
- Éric Koloko : Ali Baba
- Daniel Emilfork : Marceau
- Bernard Lavalette : Hubert de Saint-Aigle
- Geneviève Brunet : Magloire de Saint-Aigle
- Maria Loret : la concierge
- Bernard Lajarrige : Monsieur Valentin
- Manouchka (le caniche de Philippe Normand) : le chien Gemini

## Fiche technique
- Réalisateur : Jean Vernier
- Scénario : Yves Jamiaque, d'après le roman de Pierre Véry
- Musique : Georges Gavarentz
- Lieu du tournage : Lille

## Autour du feuilleton
Au moment de la diffusion, un album paraît chez Hachette. Il est illustré de photos du tournage prises par Noël, le fils de Pierre Véry.